# Let's Change the World with Music
Let's Change the World with Music est le 8e album du groupe pop rock britannique Prefab Sprout. Il comprend onze titres composés et maquettés par le chanteur Paddy McAloon, qui furent rejetés par sa maison de disques en 1992. Édité en septembre 2009 par le label Kitchenware Records, Let's Change the World… est le premier album de Prefab Sprout à voir le jour depuis la sortie de The Gunman and Other Stories en 2001.

## Genèse de l'album

### Enregistrement
Après la sortie de Jordan: The Comeback, le précédent album du groupe, Paddy McAloon passe un an et demi à composer et enregistrer des maquettes très détaillées dans son studio Andromeda Heights, situé dans le comté de Durham,.
Il baptise son nouveau projet Let's Change the World with Music, du nom de l'un des morceaux. McAloon présente les maquettes de quatorze chansons à son label, qui espère que l'album sera finalisé par le groupe et leur producteur attitré, Thomas Dolby, afin de pouvoir commercialiser un nouveau disque de Prefab Sprout en 1993. La maison de disques rejette néanmoins les maquettes, comme l'explique McAloon dans une interview diffusée par BBC Radio 2 en septembre 2009.
Le manager A&R du groupe suggère que Paddy se concentre sur l'un des nombreux thèmes évoqués dans ses nouvelles chansons afin d'en faire un album moins long et possédant une plus grande unité de ton. Le projet Let's Change the World with Music est mis de côté et le label choisit d'éditer la première compilation du groupe, intitulée A Life of Surprises, tandis que McAloon se lance dans la réalisation d'un album concept. Développant le thème de la chanson Earth, the Story So Far, qui conte l'histoire de l'humanité des origines jusqu'à l'époque contemporaine, il compose un album d'une trentaine de titres. Le projet est abandonné à son tour en faveur de l'album Andromedia Heights, qui sort en 1997,.

### Sortie du disque
Let's Change the World with Music est finalement édité en septembre 2009, sous l'impulsion du manager du groupe, Keith Armstrong. McAloon, qui s'était depuis longtemps désintéressé de ces chansons, donne son accord après les avoir réécoutées. Les bandes sont restaurées par l'ingénieur du son Richard Whitaker et le disque est mixé et masterisé en Écosse par le producteur Calum Malcolm. Trois des chansons originales n'apparaissent pas sur le disque, dont le morceau titre, un duo que McAloon aurait voulu interpréter avec la chanteuse américaine Barbra Streisand.

### Reprises
Après l'abandon de Let's Change the World with Music en 1992, certains des titres qui auraient dû figurer sur le disque ont été enregistrés par d'autres artistes. God Watch Over You et Ride figurent sur l'album de The Witness Tree de la chanteuse australienne Wendy Matthews, sorti en 1994.

## Accueil critique
À sa sortie, Let's Change the World with Music est bien accueilli par la presse britannique. Dan Cairns, dans le Sunday Times, le décrit comme un disque bouleversant de beauté (« heartbreakingly good record »), adroitement restauré par le producteur Calum Malcolm, et lui décerne cinq étoiles sur cinq. En fin d'année, il apparaît à la rubrique « Rock and pop » dans la liste des cent meilleurs albums édités en 2009 établie par les critiques du journal. Graeme Thomson, le critique musical de l'hebdomadaire The Observer, regrette le délai de dix-sept ans entre l'enregistrement et la parution du disque, responsable de son aspect daté, mais concède que les chansons sont le plus souvent magnifiques (« Against all odds, Let's Change the World… is frequently glorious. »). Son confrère du Guardian, Dave Simpson, estime qu'un album ayant pour thème central le pouvoir rédempteur de la musique aurait pu s'avérer maladroit, mais que l'émerveillement de McAloon pour son art est un vrai plaisir musical (« McAloon's humbled wonderment at music makes for an aural treat. »). Selon Simon Price, du quotidien The Independent, Let's Change the World with Music est un disque lyrique et luxuriant, aux paroles idéalistes. Pour Tom Hocknell de la BBC, le disque capture l'optimisme du début des années 1990, mais après une longue attente il apparaît maintenant comme une occasion manquée.
Steve Schnee, de AllMusic, écrit que la maquette réalisée par McAloon n'est pas l'ombre de ce qu'elle aurait pu devenir, mais constitue au contraire l'un des disques les plus cohérents de la carrière de Prefab Sprout (« McAloon's full-formed demo is not just a hint of "what might have been": it's one of the most consistent albums of the band's career. »). François Gorin, du magazine français Télérama, et Per Magnusson, du quotidien suédois Aftonbladet, lui accordent quatre étoiles sur cinq ; ce dernier le retient dans sa liste des meilleurs disques de l'année.
Dans le quotidien norvégien Dagbladet, Sven Ove Bakke décerne à Let's Change the World with Music la note de cinq étoiles sur six, alors que sa consœur Sigrid Hvidsten cite l'album parmi ses préférés de l'année 2009.

## Titres de l'album
1. Let There Be Music
2. I Love Music
3. God Watch Over You
4. Music Is a Princess
5. Earth, the Story So Far
6. Last of the Great Romantics
7. Falling in Love
8. Sweet Gospel Music
9. Meet the New Mozart
10. Angel of Love